# مارمولک‌ماهی غول
مارمولک‌ماهی غول (انگلیسی: Ichthyotitan) یک سرده منقرض‌شده از ایکتیوسورهای غول‌پیکر  مربوط به تریاس پسین (راتین) است که از سازند مادستون وست‌بری در سامرست، بریتانیا شناخته شده است. اعتقاد بر این است که این سرده یک شاستاسوروس است که دامنهٔ این خانواده را تا ۱۳ میلیون سال تا آخرین دوره تریاس گسترش داده است. کشف مارمولک‌ماهی غول به‌عنوان شاهدی در نظر گرفته شده است که نشان می‌دهد شاستاسوروس‌ها تا زمان ناپدید شدن آنها در رویداد انقراض تریاس-ژوراسیک هنوز در حال رشد بوده‌اند.بخشی که تنها کل طول فک پایین را نشان می‌دهد، در مجموع بیش از ۲ متر اندازه‌گیری شده‌است.
اعتقاد بر این است که مارمولک‌ماهی غول یک شکارچی بوده و طعمه‌های کوچکتر، از جمله دیگر خزندگان دریایی را به شکلی شبیه به نهنگ قاتل شکار می‌کردند. این به‌عنوان شاهدی برای غنای شبکه‌های غذایی دریایی در سراسر دوره تریاس در نظر گرفته شده‌است که بر روی اشکال تازه فرگشت یافته پلانکتونها ساخته شده‌اند، و نشان می دهد که شاستاسوریدها در حال افول نبوده‌اند، بلکه تا زمان ناپدید شدنشان در انقراض پایانی تریاس شکوفا شده‌اند.

مقایسه اندازه مارمولک‌ماهی غول با انسان